# Lu Ying-Chi
Lu Ying-Chi (nascuda el 6 d'abril de 1985) és una aixecadora d'halterofília de Taiwan.
Als Campionats d'Halterofília Mundials de 2006 es classificava 8a en la categoria de 63 kg i guanyà la medalla de bronze en la categoria de 63 kg als Jocs Olímpics d'Estiu 2008, amb 231 kg en total.